# جورج باتلر
جورج باتلر (بالإنجليزية: George Butler) (20 فبراير 1810 - 23 أبريل 1887) هو لاعب كريكت بريطاني (وحمل سابقاً جنسية المملكة المتحدة لبريطانيا العظمى وأيرلندا).